# Cénotaphe du général de Lamoricière
Le cénotaphe du général de La Moricière (1806-1865) est un ouvrage funéraire installé et inauguré en 1879 à Nantes, dans la cathédrale Saint-Pierre-et-Saint-Paul. Cette œuvre monumentale est dressée sous l'action de l'évêque Alexandre Jaquemet, avec le soutien du pape Pie IX, en témoignage de gratitude pour des services rendus à la papauté. En effet le général avait, au terme de sa vie, participé à la défense du Saint-Siège, menacé par les troubles politiques italiens des années 1860. Sa tombe est située à Saint-Philbert-de-Grand-Lieu, d'où sa famille était originaire.
L'ouvrage est classé au titre des Monuments Historiques.

## Le Monument
Le cénotaphe est de marbre blanc, rehaussé par les quatre statues de bronze d'un noir brillant qui l'encadrent. La Moricière est représenté en gisant sur un autel recouvert d'un dais imposant, soutenu par des colonnes et des pilastres alternant le noir et le blanc, et qui donne à l'ensemble un aspect architectural complexe et imposant. C'est l'architecte Louis Boitte qui en conçut le plan, l'exécution en fut confiée à Moisseron d'Angers.

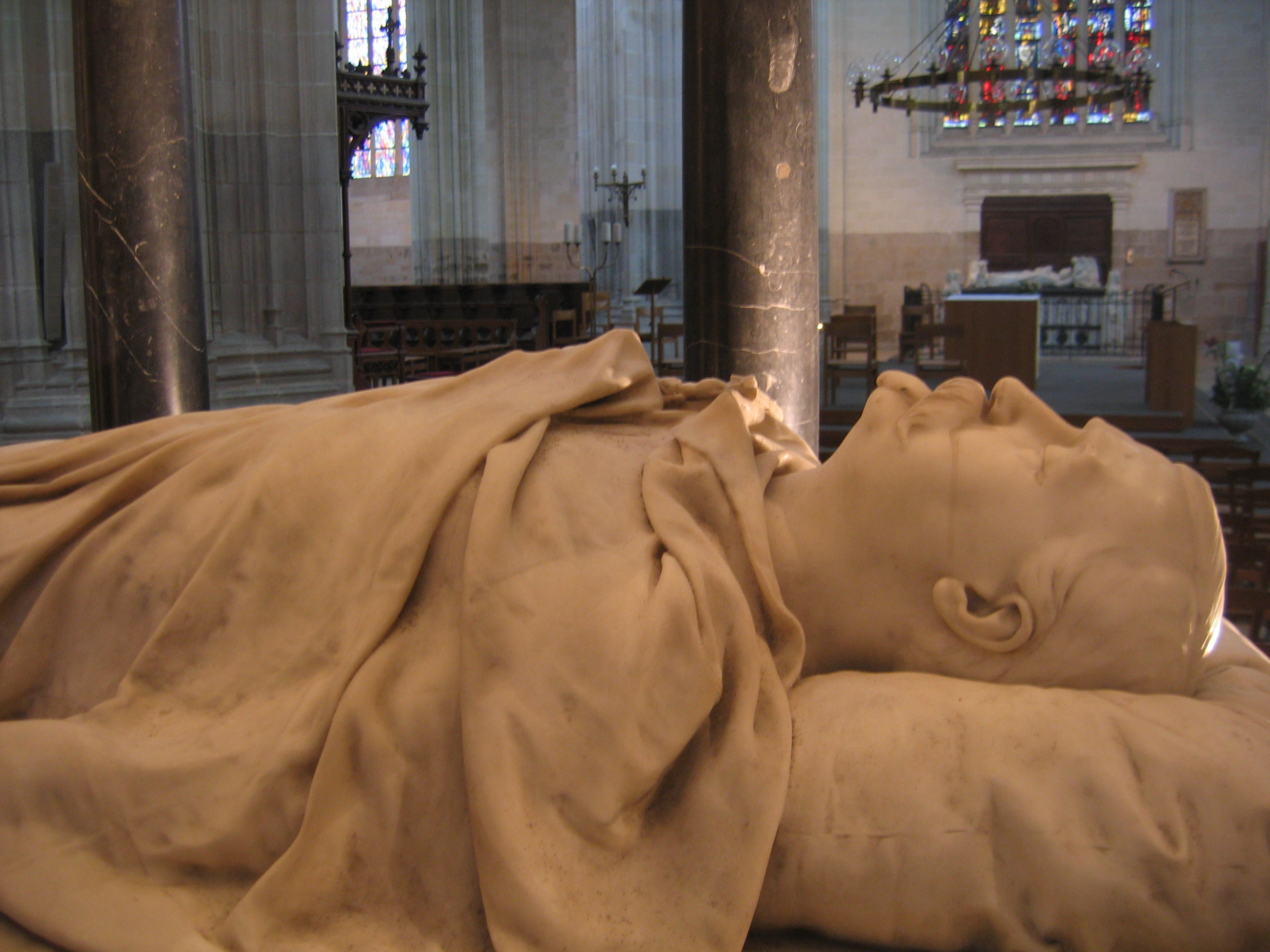
Détail du gisant

Le corps du général est couvert d'un linceul aux plis lourds et travaillés, qui laisse toutefois une impression de simplicité, de dépouillement dans la mort. Le visage est plus convenu ; on y voit un jeune homme vigoureux et aux traits délicats. Le crucifix qu'il tient de la main droite, l'épée à son côté gauche sont deux attributs destinés à représenter la vie qu'il vécut. Le gisant tient fermement la croix, tandis que son autre main touche son arme sans plus la tenir véritablement : la religion est présentée comme un recours devant l'éternité, au contraire de la force des armes. On peut aussi y voir une métaphore de la vie du général.
Plusieurs inscriptions latines ornent les faces du cénotaphe, visant à rappeler qui fut le défunt, ainsi que les vertus qui lui sont prêtées : ainsi des cartouches affichent-ils « Fides », « Fortitudo » et « Consilium » d'un côté, et « Caritas », « Justitia », « Virtus » de l'autre. Sur chaque extrémité du baldaquin, on peut lire « Optimo viro et clarissimo duci Juchault De La Moricière amici sodales commilitones que hoc monumentum posuere », et au pied de la dalle apparaît un texte plus long qui présente les hauts faits de la vie de La Moricière, d'abord en Afrique où il s'illustra pendant sa carrière militaire, mais aussi pendant les événements de 1848 puis lors de sa défense du Saint-Siège, et enfin dans ses douleurs personnelles (la mort de deux de ses enfants) pour conclure sur sa mort en 1865:

« IN AFRICA, PATRIAE FINES MANV AC CONSILIO AMPLIFICAVIT
FIRMAVIT QVE. GALLIA MŒRENTE, NEFARIOS IN LEGEM REBELLES
STRENVE DIMICAVIT. SANCTA SEDI DERELICTAE VLTIMVM
ATTVLIT PRAESIDIVM. FORTVNAE HAVD IMPAR FORTIOR
IN ADVERSIS. INGENIO INCLYTVS CORDE EXCELSIOR
CRVCIS IN AMPLEXV OBIIT. ANNO. DOM. MDCCCLXV »

Au sommet du dais, là encore à chaque extrémité, des acrotères arborent les armes des Juchault de la Moricière (au pied) et de Pie IX (au chevet).

## Les Vertus
Aux quatre coins du monument, les quatre statues de bronze renvoient elles aussi à des vertus essentielles, que l'on souhaite voir attachées à la mémoire du défunt. Ce sont des œuvres dues cette fois non à Moisseron mais au sculpteur Paul Dubois. Elles sont insérées dans l'ensemble au moyen de ressauts pratiqués à chaque angle. Lors de leur présentation au public, ces statues suscitent l'admiration de tous.
À la tête du cénotaphe, une femme allaitant ses enfants figure la Charité, et un vieil homme plongé dans la méditation de l'étude figure la Sagesse. À l'autre extrémité, la Foi est incarnée par une jeune fille aux mains jointes, à-demi dressée dans un mouvement de ferveur extatique; à sa gauche, un guerrier en armes représente le Courage Militaire. On pense en les voyant à la statuaire italienne, aux maîtres florentins, voire à Michel-Ange. Dubois a d'ailleurs été considéré en son temps comme l'un des membres du groupe des sculpteurs « Néo-Florentins » du XIXe siècle.

## Comparaisons

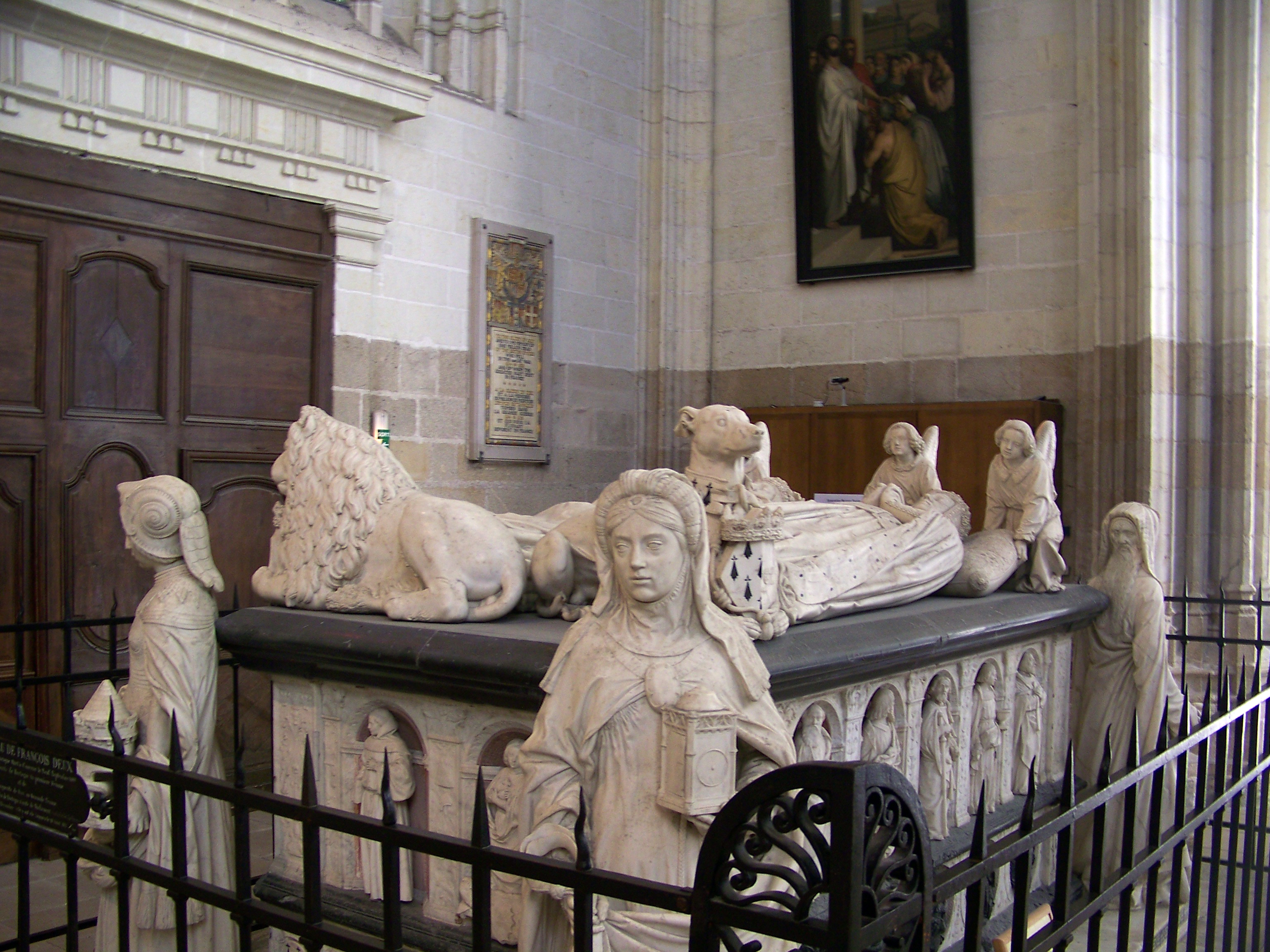
Le tombeau de François II.

La comparaison s'impose également avec le tombeau de François II de l'autre côté du transept de la cathédrale ; toutefois, en-dehors de toute considération esthétique, la structure d'ensemble doit bien davantage à l'école de la Renaissance italienne. On le verra par exemple en pensant au tombeau d'Anne de Bretagne et Louis XII qui se trouve dans la basilique Saint-Denis, la nécropole des rois de France : l'organisation en mausolée, les statues assises aux angles, tous ces éléments-clés sont communs aux deux monuments. Le tombeau en question est d'ailleurs dû aux mains italiennes des frères Juste.
Le cénotaphe de La Moricière ne bénéficie pas de ce rapprochement avec le chef-d'œuvre qu'est le tombeau de François II. Toutefois, cela ne doit pas faire oublier la grande qualité du travail de Paul Dubois, car ses statues parviennent parfois individuellement à exprimer une intensité et une douceur très touchantes, dans une approche plus individualisée et moralisée que pour l'ouvrage médiéval.

## Photographies

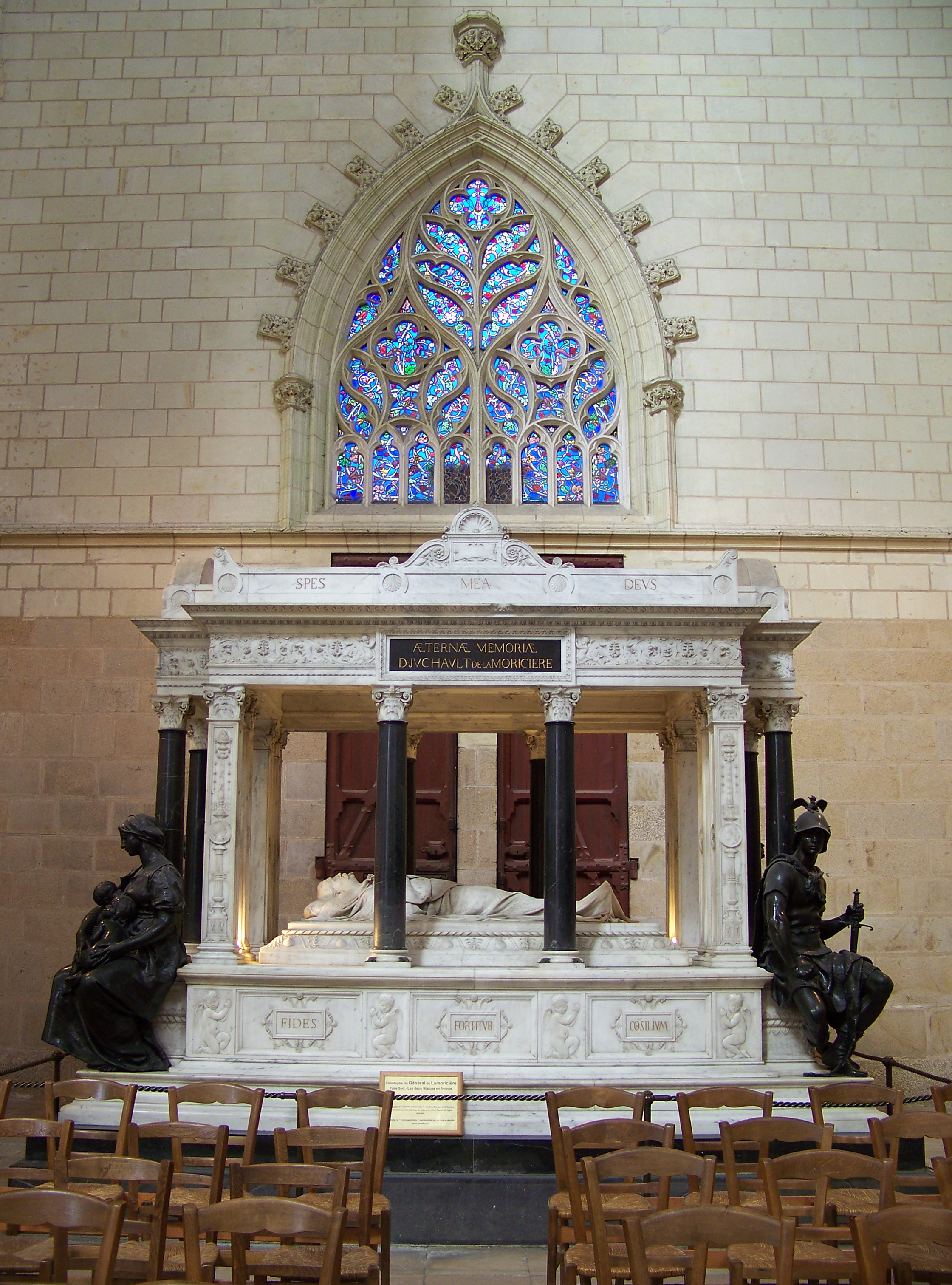
Vue d'ensemble
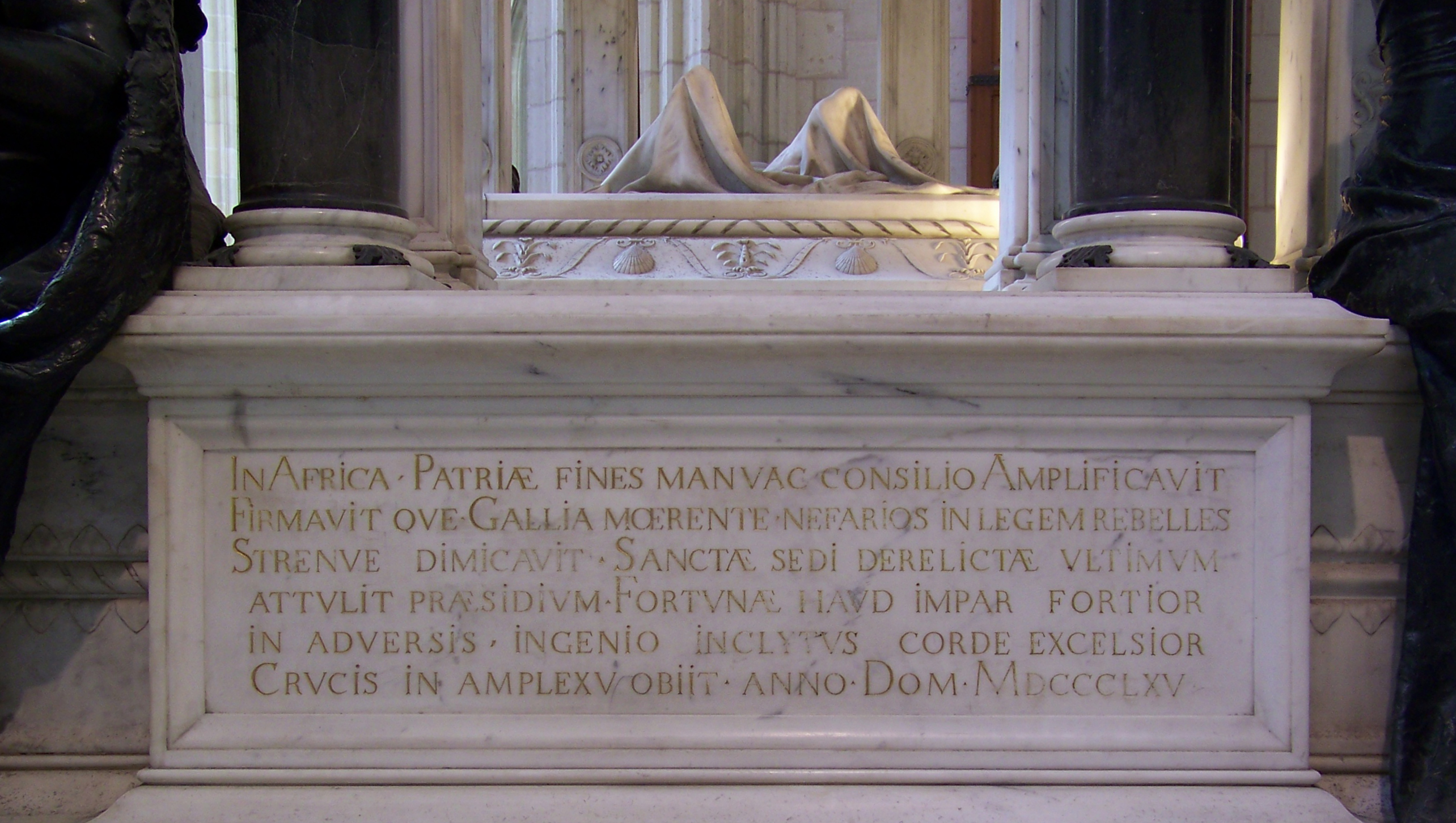
L'épitaphe en latin
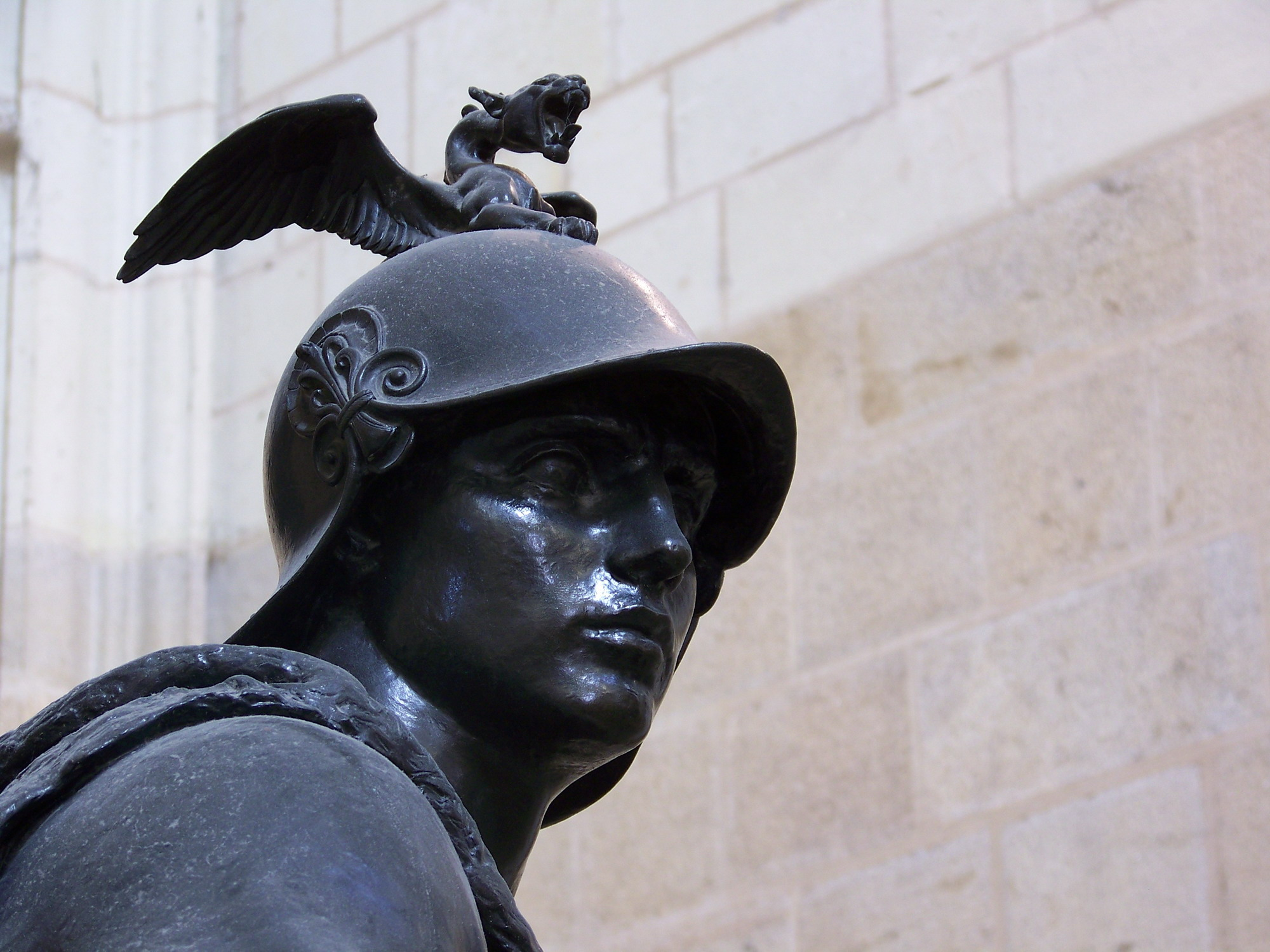
Détail de la statue du Courage Militaire
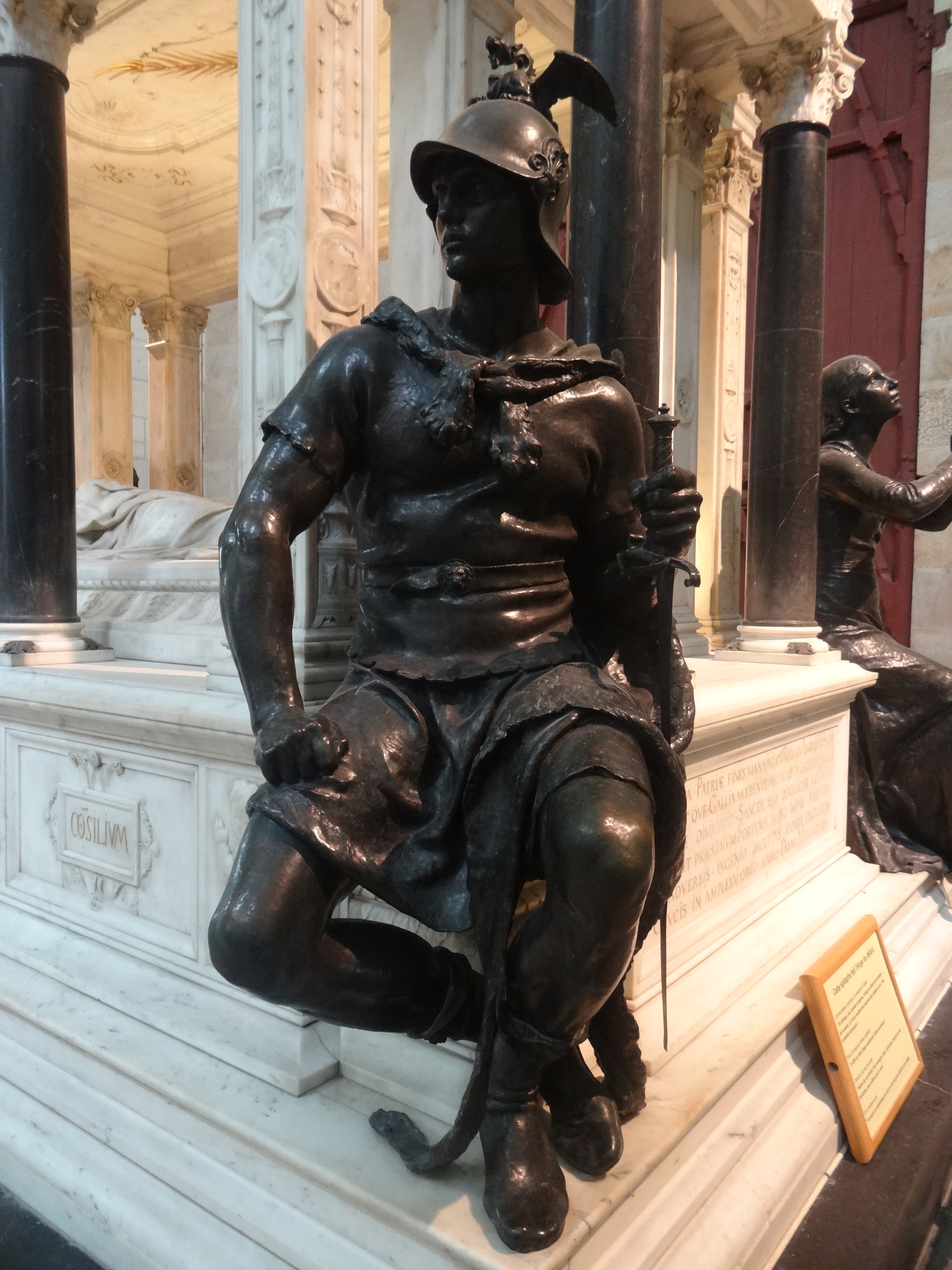
Vertu du courage
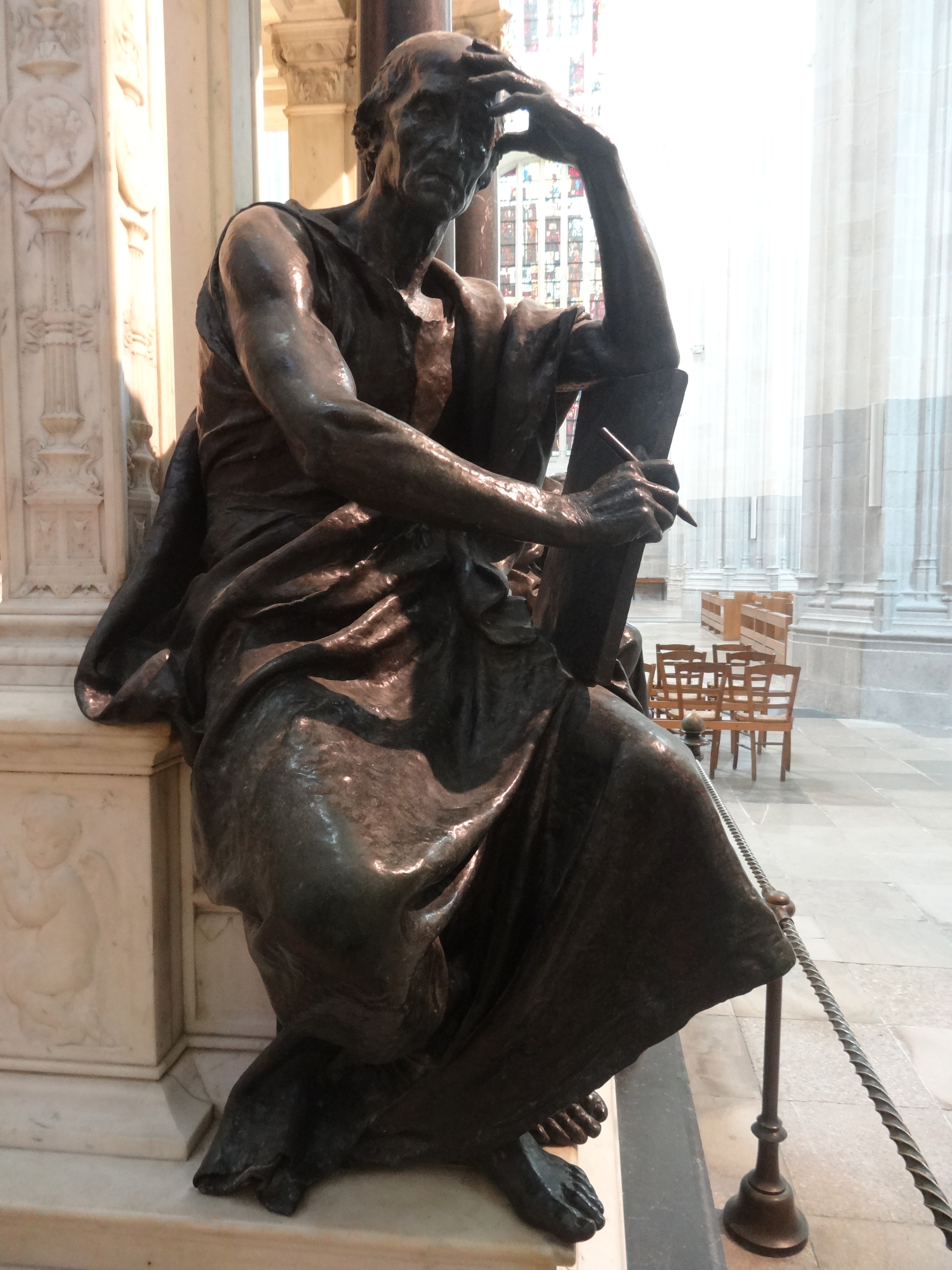
Vertu de la sagesse
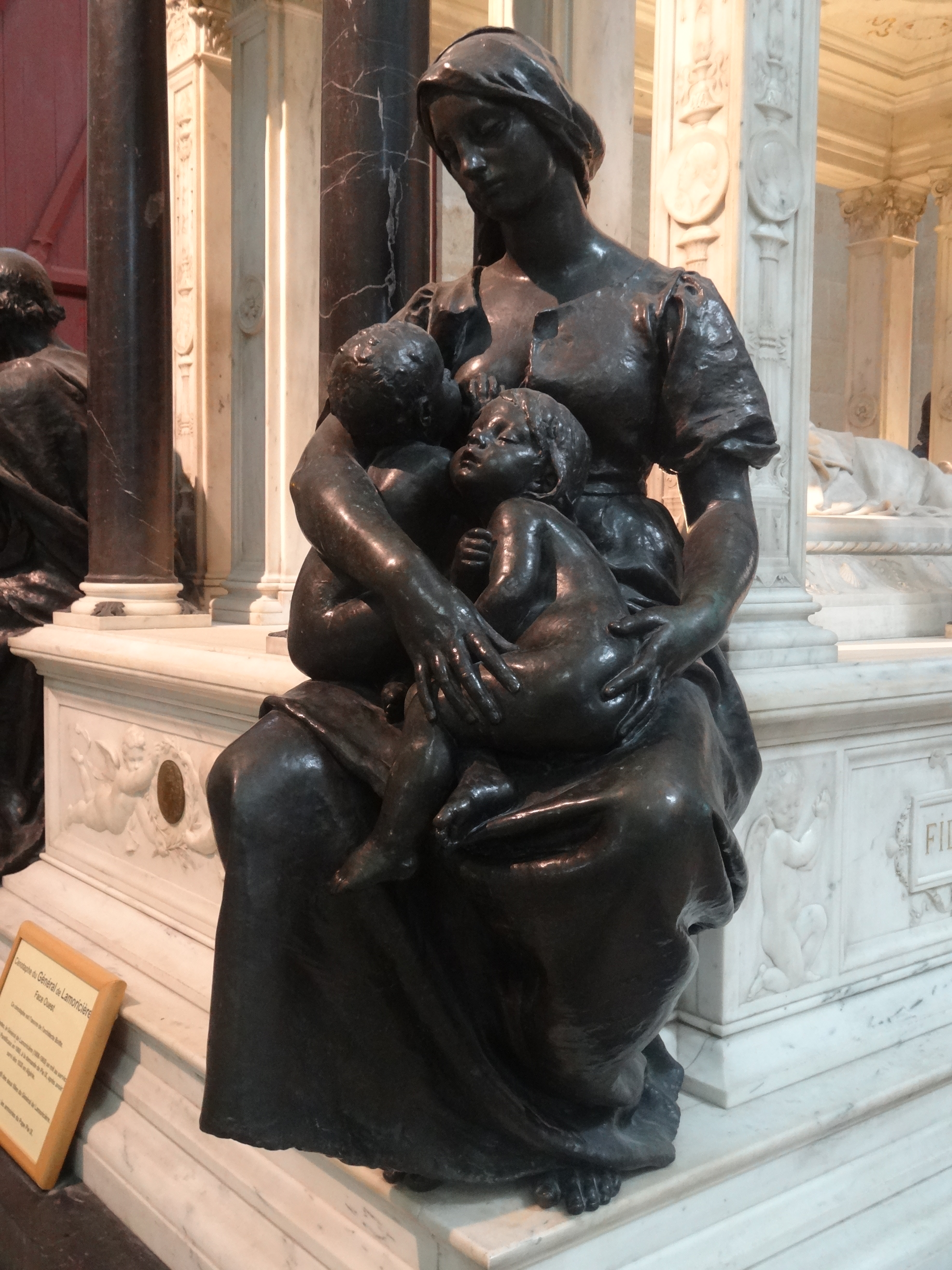
Vertu de la charité
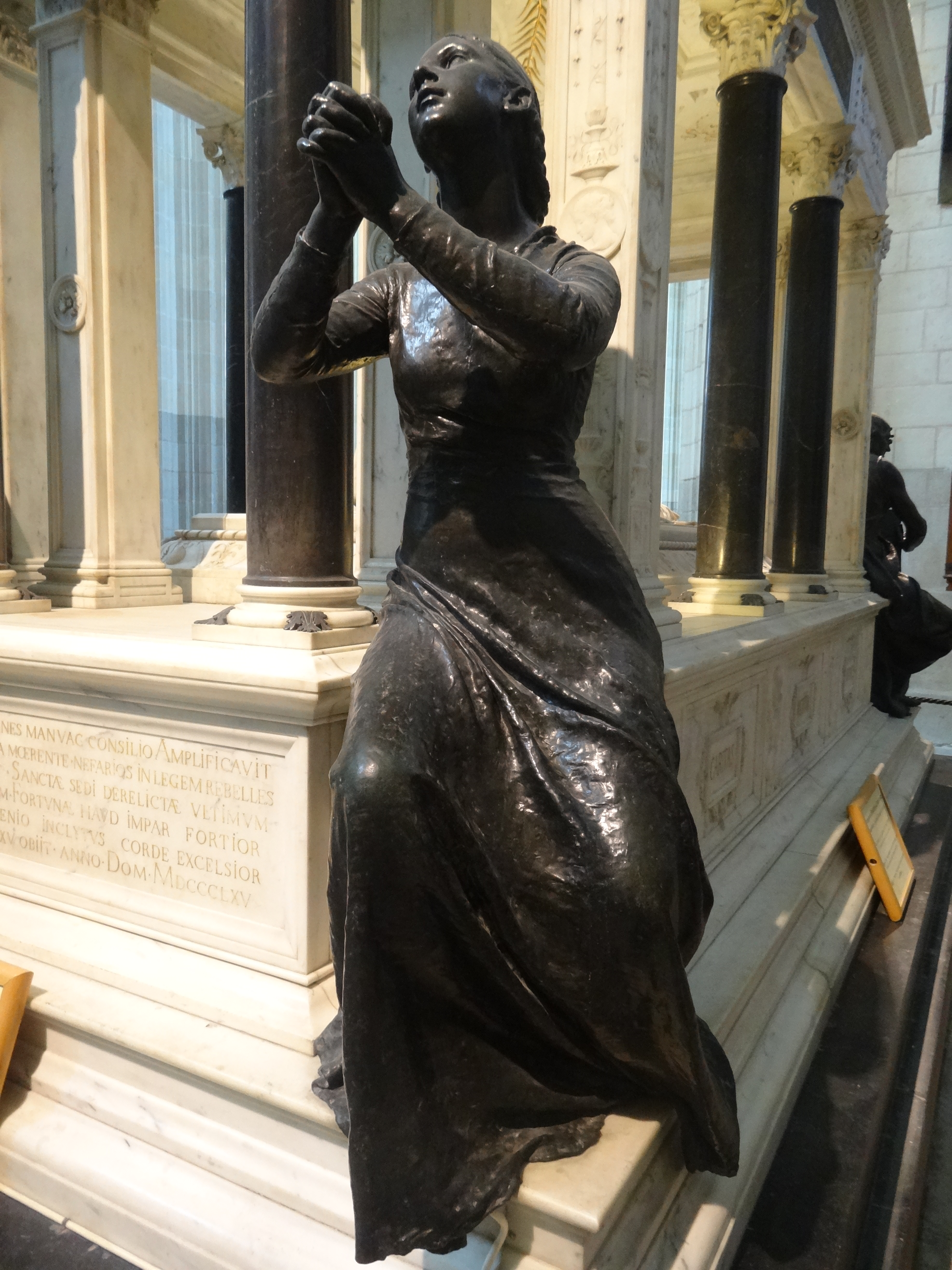
Vertu de la foi
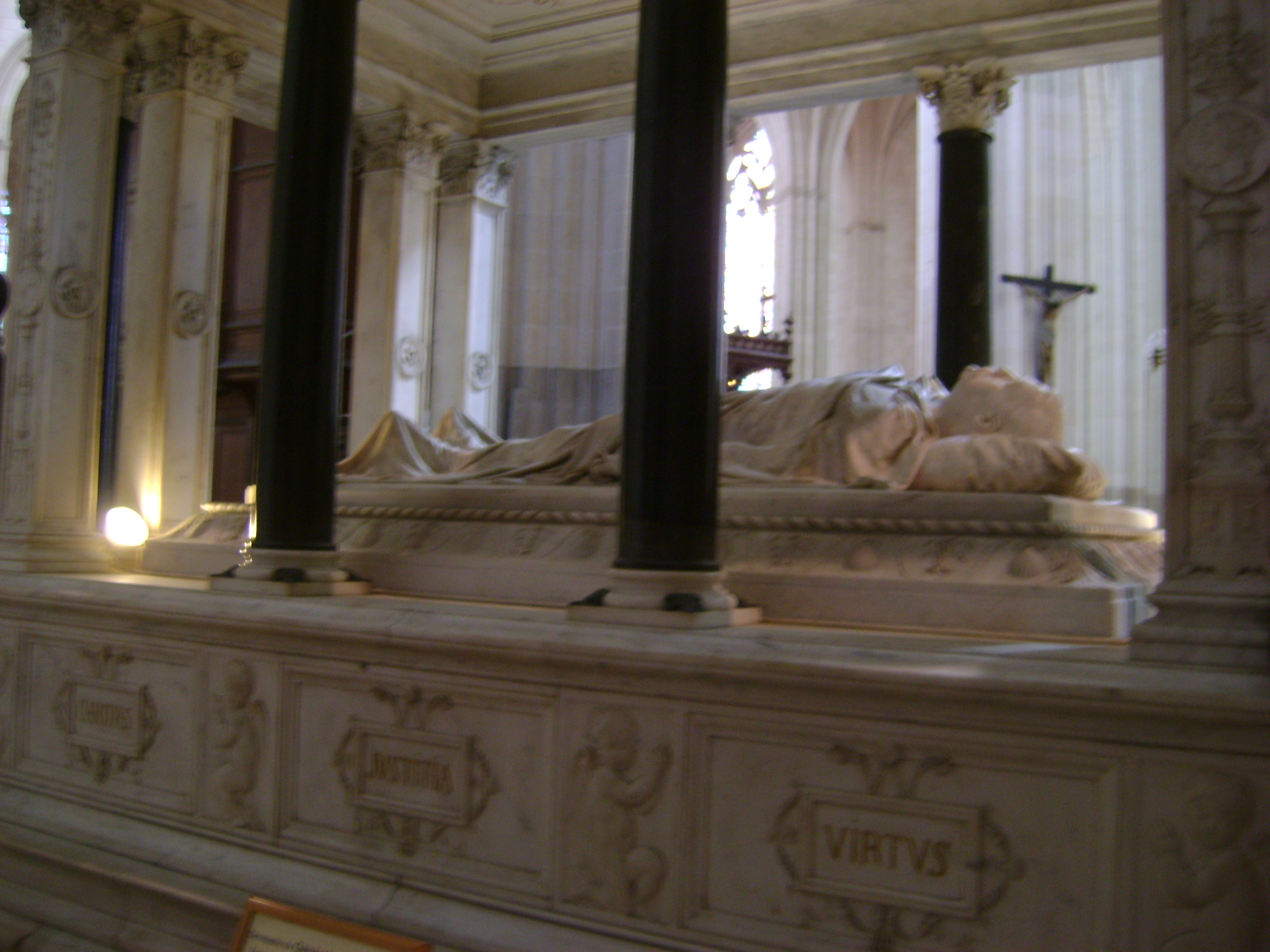
Vue du gisant
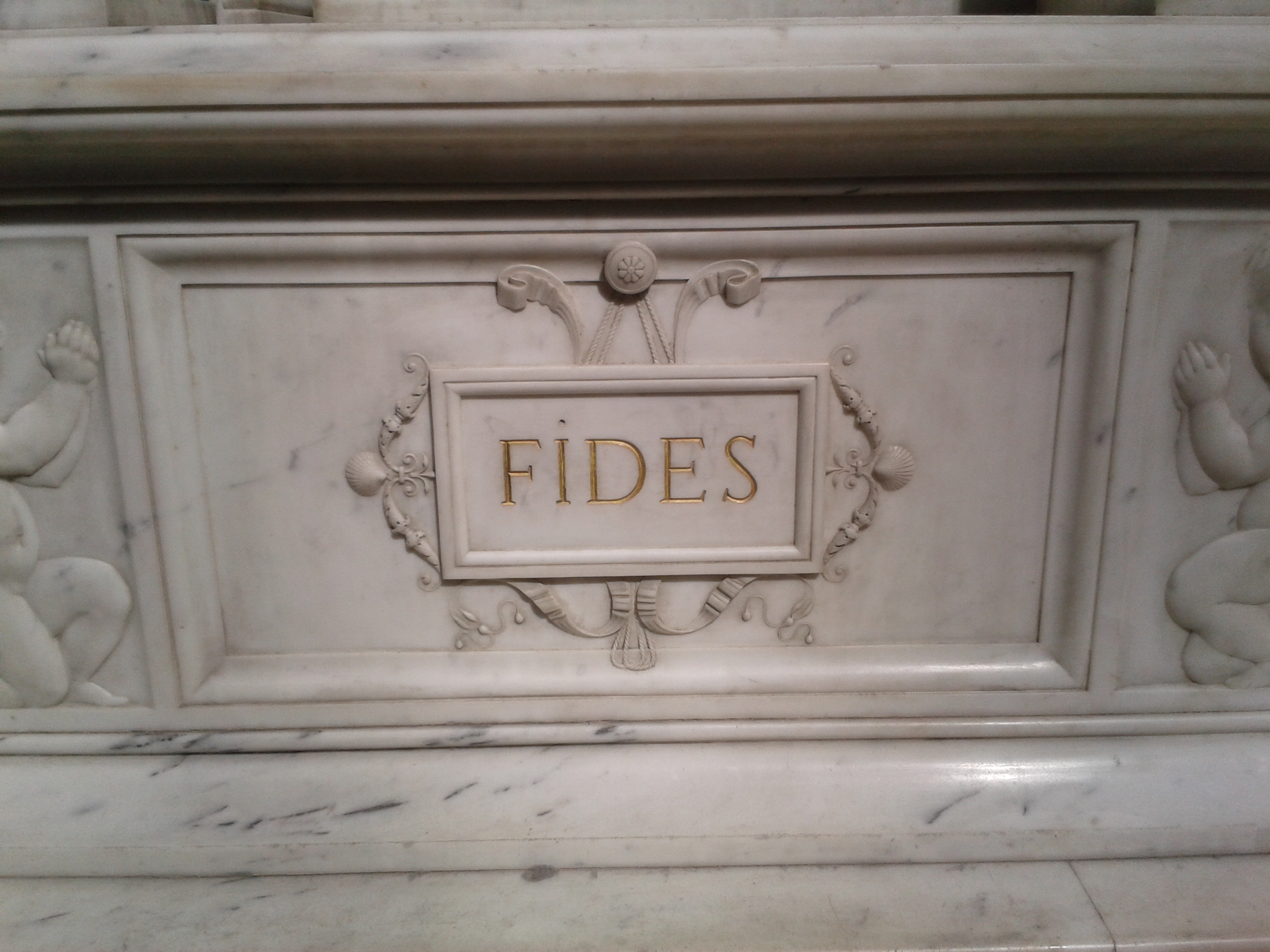
Fides - la foi
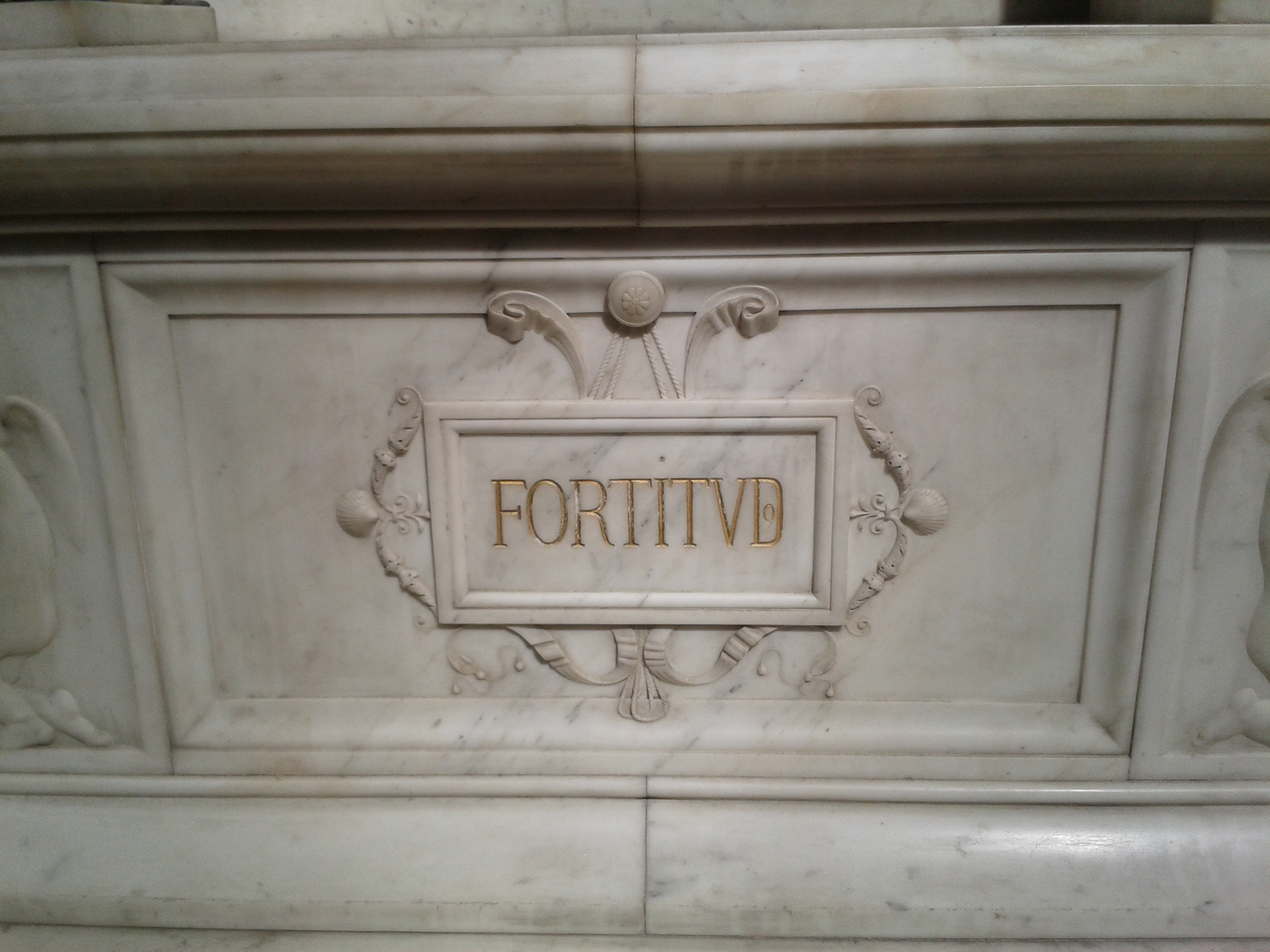
Fortitudo - la force